# Kompletář
Kompletář je součástí denní modlitby církve v římskokatolické církvi. Jedná se o poslední modlitbu dne – před spaním. Jejím obsahem je poděkování za uplynulý den a prosba o Boží ochranu po čas noci.

## Struktura modlitby
Modlitba začíná znamením kříže, při němž se říká: Bože, shlédni a pomoz nebo Bože, pospěš mi na pomoc. Na to se odpovídá: Slyš naše volání. Poté se recituje tzv. chvála Nejsvětější Trojice – Sláva Otci i Synu i Duchu svatému, jako byla na počátku i nyní i vždycky, a na věky věkův. Amen.
Mimo dobu postní se připojuje zvolání Aleluja.
Následuje zpěv nebo recitace hymnu, což je básnické dílo, které obsahuje děkování a prosby. V ČR je běžně mezi věřícími rozšířen tzv. karmelitánský překlad, který vydává Karmelitánské nakladatelství Kostelní Vydří. V této verzi breviáře jsou hymny vybrány z českojazyčných historických textů. U jiných breviářů (např. dominikánský breviář) jsou hymny přeloženy z latinských originálů.
Po hymnu se recituje nebo zpívá jeden žalm (v sobotu, čili po 1. nedělních nešporách, a ve středu žalmy dva), zakončený opět chvalozpěvem Sláva Otci i Synu...
Na žalmy navazuje krátký úryvek biblického textu v rozsahu několika málo vět.
Responsorium následuje po krátkém čtení. S výjimkou velikonočního tridua a oktávu (kdy se po všech čteních čtou antifony) je vždy stejné (s drobnou obměnou v době velikonoční): Do tvých rukou, Pane, svěřuji svůj život. Po responsoriu se modlí text tzv. Simeonova kantika, což je krátký chvalozpěv zachycený v evangeliích, modlitba Nyní můžeš, Pane, propustit svého služebníka – na začátku kantika se modlící se přežehnává křížem.
Následuje závěrečná modlitba a požehnání. Závěrečnou modlitbu má každý den v týdnu vlastní. Poté se modlící přežehná křížem a prosí: Dej nám, Bože, pokojnou noc, a posiluj nás, ať vytrváme v dobrém až do konce (dominikánský breviář má poněkud jiný text: Pokojnou noc a svatou smrt nechť nám dopřeje všemohoucí Pán, více odpovídající latinskému originálu).
Na úplný závěr se recituje nebo zpívá jedna z mariánských antifon, uvedených v breviáři. Např. Salve Regina nebo Alma Redemptoris Mater nebo velikonoční Vesel se, nebes Královno.